# Microraptor
Microraptor ("liten tjuv") är en liten köttätande befjädrad dinosaurie som levde i Kina under äldre krita, ca 130-120 miljoner år sedan. Microraptor tillhörde ordningen Theropoder och familjen Dromeosaurider och följaktligen nära släkt med till exempel Deinonychus och Velociraptor.

## Beskrivning

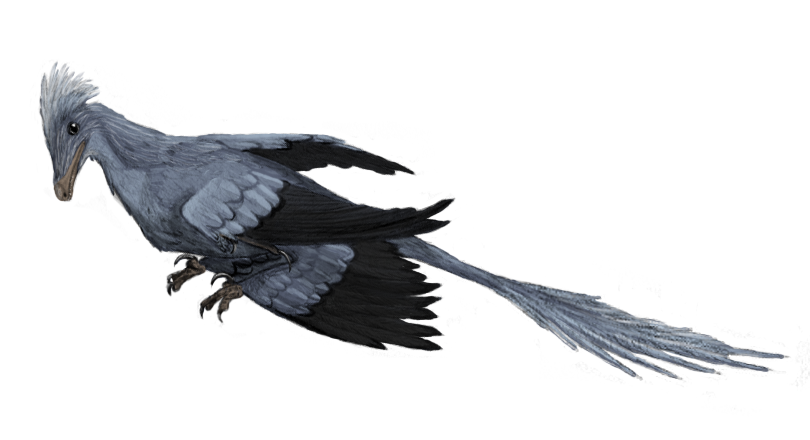
Illustration av Microraptor.

Microraptor är en av de minsta kända dinosaurierna. Man har hittills hittat tre arter av Microraptor. Den senaste arten, M. hanqingi som upptäcktes 2012, beräknas ha varit en meter lång och är därmed den största inom släktet. Vikten hos Microraptor uppskattas ha varit knappt 1 kg. Microraptors naturliga miljö tycks ha varit fuktiga tropiska eller subtropiska skogar. Den livnärde sig troligen på mindre ödlor och däggdjur.

## Taxonomi
Som medlem i Dromeosauridfamiljen anses Microraptor vara en "fågeldinosaurie", det vill säga mycket nära släkt med fåglarna, som enligt de flesta forskare är ättlingar till dinosaurierna. Man är nästan säker på att Microraptor var helt befjädrad och att alla Dromeosaurider och många andra Coelurosaurier (ena gruppen Theropoder) också hade fjädrar. Detta anses för närvarande vara det hittills starkaste tecknet på att alla nu levande fåglar härstammar från köttätande dinosaurier.